# كارول نيلسون
كارول نيلسون (بالفرنسية: Carole Nelson)‏ هي منافسة ألعاب القوى فرنسية، ولدت في 27 يناير 1971 في باريس في فرنسا.

## وصلات خارجية
- كارول نيلسون على موقع الاتحاد الدولي لألعاب القوى (الإنجليزية)
- كارول نيلسون على موقع الاتحاد الفرنسي لألعاب القوى (الفرنسية)